# HanaTV
BTV (chính thức là HanaTV) là dịch vụ IPTV tại Hàn Quốc cung cấp bởi SK Broadband.
Dịch vụ cung cấp hàng loạt nội dung chương trình VOD (Video On Demand)  & (VAS) dịch vụ gia tăng giá trị sử dụng IPTV Set top box kết nối với băng thông rộng chỉ được cun cấp bởi SK Broadband.

## Lịch sử BTV
- Tháng 7 2006   Ra mắt HanaTV
- Tháng 1 2007   Ra mắt TPS (Dịch vụ Triple Play - HanaTV + Internet bang thông rộng + Điện thoại)
- Tháng 2 2007   Ra mắt dịch vụ mua sắm trực tuyến
- Tháng 4 2007   Ra mắt VAS (Dịch vụ giá trị gia tăng)
- Tháng 7 2007   Đạt 0.5 triệu thuê bao
- Tháng 4 2008  Vượt qua 0.9 triệu thuê bao
- Tháng 12 2011 Đưa ra dịch vụ truyền hính tuyến tính với hơn 80 kênh

## Nội dung BTV
BTV cung cấp 25 VOD chuyên mục
Phim Hàn, phim Mỹ, các kênh truyền hình mặt đất (KBS,MBC,SBS), trẻ em, giải trí, tiểu học, THCS, THPT, ngôn ngữ học, mua sắm, hoạt hình, Series, âm nhạc,  thể thao, tài liệu, cuộc sống, thư giãn, tin tức, tài chính
BTV đã hợp đồng với 160 công ty như là Sony Pictures, 20C Fox, Universal Studio, MGM,Paramount, Warner Bros, Disney, National Geographic, BBC Worldwide, Terrestrial TV, CJ Entertainment, Showbox,  Movie Studios.
Cung cấp dịch vụ JOY (Dịch vụ giá trị gia tăng): 
Karaoke, Media Player, trò chơi, truyện tranh, SMS (Dịch vụ tin nhắn ngắn), thời tiết, báo TV, v.v..,

## Sự kiện kĩ thuật
- Nền tảng:

H.264(MPEG4-Part10) encode 

Giao thức Push & Download 

Bảo mật DRM 

Máy chủ VOD & Máy chủVarious VAS (Dịch vụ giá trị gia tăng) 

Ủy quyền, thanh toán & quản lý hệ thống
- Mạng:

CDN (Contents Delivery Network)

Có sẵn cho các loại BB (xDSL, HFC, optical-LAN, etc.)
- Thiết bị đầu cuối:

User-Friendly UI 

Hỗ trợ HD video âm thanh & 5.1ch 

Built-in HD-TV tuner & HDD

## Liên kết
- , SK broadband site